# Синятино
Синя́тино — деревня в Перемышльском районе Калужской области, в составе муниципального образования Сельское поселение «Деревня Погореловка».

## География
Расположена на южном берегу реки Птары, в 11 километрах на северо-запад от районного центра — села Перемышль.

## Население
| 2002 | 2010 |
| ---- | ---- |
| 21   | ↗30  |

## История
В атласе Калужского наместничества, изданного в 1782 году, — Синятино обозначено на карте как село Перемышльского уезда при 21 дворе и по ревизии душ — 351.

Село Синятино Князя Александра Александрова сына Урусова, в бесспорном владении. На правых берегах речки Пторы и вершины Масточиной…— Описания и алфавиты к Калужскому атласу
Православный храм Казанской Пресвятой Богородицы (Казанская церковь) сооружена в Синятино деревянной — в 1798 году.
В 1858 году село (вл.) Синятино 1-го стана Перемышльского уезда, при речке Пторѣ, православной церкви, 38 дворах, население 302 человека — по правую сторону почтового Киевского тракта.
К 1914 году Синятино — село Рыченской волости Перемышльского уезда Калужской губернии. В 1913 году население 220 человек. Имелась собственная церковно-приходская школа.
В годы Великой Отечественной войны деревня была оккупирована войсками Нацистской Германии с 8 октября по 26 декабря 1941 года. Освобождена в ходе Калужской наступательной операции частями 50-й армии генерал-лейтенанта И. В. Болдина.